# Усадьба Зарубаловых
Усадьба Зарубаловых — здание в Самаре, памятник архитектуры.
Территория объекта культурного наследия располагается в границах домовладения № 71 по ул. Молодогвардейской.
Двухэтажное кирпичное прямоугольное в плане здание, главным фасадом выходит на красную линию ул. Молодогвардейской (бывшую улицу Соборную), расположено в квартальной застройке между ул. Некрасовской и ул. Льва Толстого.
Характер современного использования — многоквартирный жилой дом.

## История

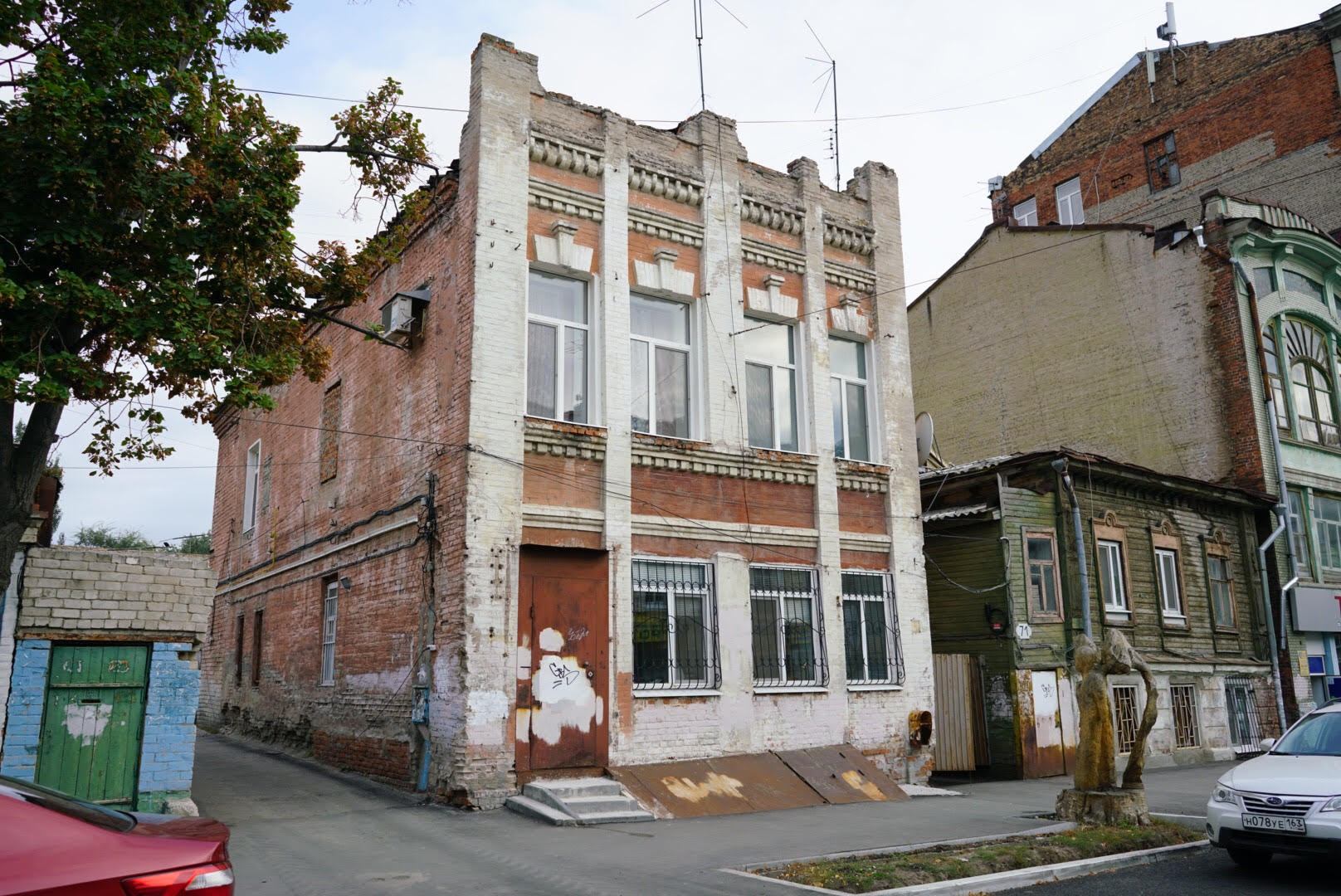
Усадьба Зарубаловых до ремонта

В 1898 г. владельцем дворового места во 2-й части г. Самары в 64 квартале по ул. Соборной значилась Зарубалова Прасковья Фёдоровна.
По оценочной описи, составленной городской комиссией в 1902 году, домовладелицей оставалась мещанка Зарубалова П. Ф.
По улице находился двухэтажный полукаменный дом на 19 квадратных сажен; во дворе из строений имелись: одноэтажный полукаменный дом, двухэтажный деревянный дом, во дворе — надворные службы. До 1918 года собственниками дворового места были наследники Зарубаловой. Размер земельного участка 300 кв. саж. (30 х 10 саж.).
В настоящее время литер А — находящееся по красной линии улицы Молодогвардейской, одноэтажное на высоком каменном цокольном этаже, прямоугольное в плане здание. Литер Б — находящееся по красной линии застройки улицы Молодогвардейская, двухэтажное, прямоугольное в плане, с подвалом, кирпичное здание.

## Архитектура

### литер А
Стены здания выполнены из глиняного кирпича на известковом растворе, не оштукатурены и не окрашены. Стена первого этажа западного фасада обшита тёсом. Стена цокольного этажа западного фасада оштукатурена и окрашена. Архитектурное оформление здания решено в стиле эклектики. Поле цокольного этажа западного фасада рустованное. Оконные проёмы прямоугольные. Цокольный этаж от первого этажа отделяет профилированный карнизный пояс. Фасад первого этажа отмечен угловыми пилястрами, элементами пропильная резьба геометрического рисунка. Оконные проёмы первого этажа прямоугольные, оформлены наличником с сандриком с полуциркульным завершением. Поле подоконного парапета декорировано прямоугольными филёнками. Венчающий карниз оформлен с кронштейнами.

### литер Б
Стены здания выполнены из глиняного кирпича на известковом растворе. Стены фасадов окрашены по кирпичу.
Архитектурное оформление здания решено в стиле кирпичной эклектики. Западный фасад отмечен угловыми и простеночными пилястрами, которые завершаются парапетными столбиками. Оконные проёмы прямоугольные. Окна второго этажа оформлены сандриком с замковым камнем и подоконным карнизным поясом с сухариками. Горизонтальное членение фасада — межэтажные с сухариками и венчающий с дентикулами карнизные пояса.
Характер современного использования — многоквартирный жилой дом.
По приказу Министерства культуры Самарской области от 29.07.09 г. № 13 усадьба Зарубаловых является памятником архитектуры конца XIX в.

## В настоящее время
В 2018 году, в «Усадьбе Зарубаловых», являющейся выявленным объектом культурного наследия, расположенном по адресу: г. Самара, ул. Молодогвардейская, д. 71 АБ, проведён ремонт фасада. Дом отреставрирован по программе капитального ремонта.